# Kasteeldomein Gruuthuse

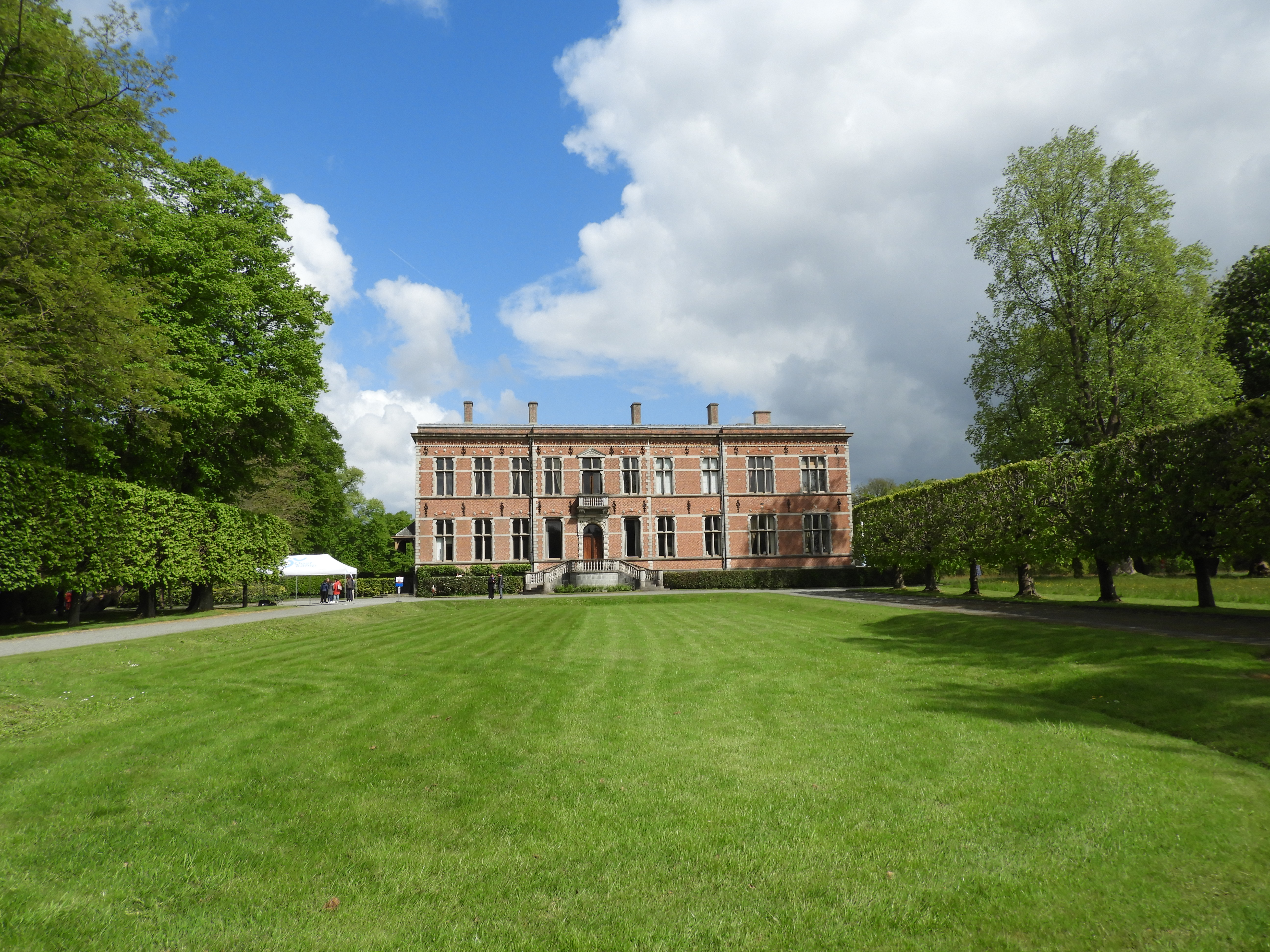
Gruuthusekasteel uit 1890 in neo-Vlaamse renaissancestijl

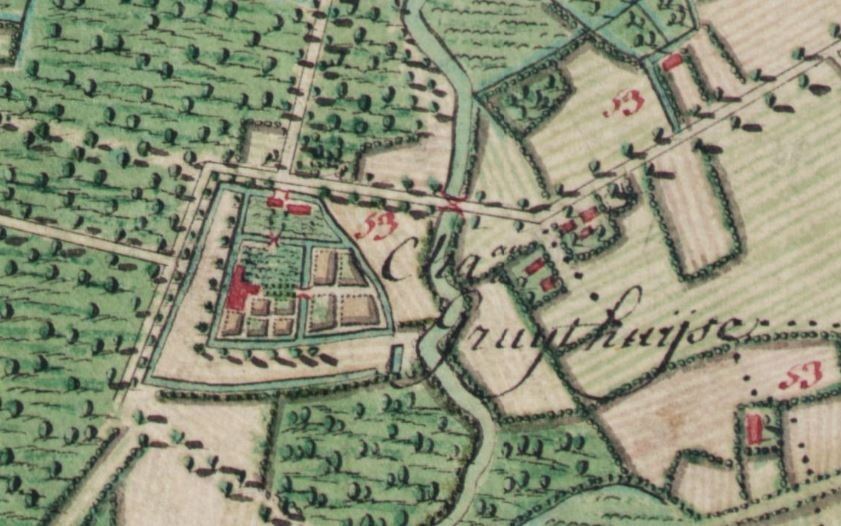
Kasteel op de Ferrariskaart

Het Kasteeldomein Gruuthuse in Oostkamp in de Belgische provincie West-Vlaanderen behoorde ooit aan de familie Gruuthuse en is sinds het begin van de zeventiende eeuw eigendom van de familie d'Ursel.

## Geschiedenis

### 12de-13de eeuw
Galbert van Brugge was de eerste om in 1128, in zijn verhaal over de gebeurtenissen rond de moord op Karel de Goede, het kasteel van Oostkamp te vermelden. Het werd belegerd door de pretendent tot de opvolging van Karel, Willem Clito, omdat de kasteelheer een aanhanger was van de concurrerende pretendent, Diederik van de Elzas. Galbert beschreef de Rivierbeek, de grachten en de versterkingen van het kasteel.

### 15de eeuw
In 1454 verkocht ridder Jan Wittoen de heerlijkheid Oostkamp aan ridder Lodewijk van Brugge (1422-1492), heer van Gruuthuze, zoon van Jan van der Aa IV, die vanaf dan, met goedkeuring van Filips de Goede, de Oostkampse heerlijkheid bezat en bestuurde, als eerste van zijn familie. Het jaar daarop trouwde hij met Margaretha van Borselen. Het kasteel was de zetel van de heerlijkheid die bestond uit 700 gemeten akkerland, bossen en een meer. Het bestuur bestond uit een vierschaar met zeven schepenen (vier benoemd door de graaf en drie door de heer van Oostkamp), een amman, een krikhouder en een klerk.
Op een vijftal van de handschriften ooit in bezit van Lodewijk van Gruuthuse en gedateerd tussen 1473 en 1476, verschijnt een groot kasteel dat als het toenmalige "Gruuthuse" wordt geïdentificeerd. Het heeft een groot driehoekig grondplan en bezit verschillende grote torens. Rondom het kasteel loopt een brede gracht. Dit zijn waarschijnlijk de oudste afbeeldingen van het kasteel.
Koning Eduard IV van Engeland verbleef in 1470 enige tijd op het kasteel van Lodewijk van Gruuthuse en in september 1477 brachten hertogin Maria van Bourgondië en haar echtgenoot aartshertog Maximiliaan van Oostenrijk er een bezoek.

### 16de-17de eeuw
De laatste afstammeling van de familie Gruuthuse, Catharina van Brugge, die vijfmaal getrouwd was, telkens met Franse edellieden, was vervreemd van haar West-Vlaamse eigendommen en verkocht de heerlijkheid met kasteel aan Cornelius Bertholf, die ze op zijn beurt in 1616 verkocht aan Conrard Schetz (1553-1632). Schetz, baron van Hoboken en heer van Hingene werd in 1617 geadopteerd door zijn tante Barbe d'Ursel, en nam de naam en het wapen van de d'Ursels over.
Het goed werd in die tijd beschreven als "Casteel van Gruithuyse eertyt ghenaempt ten Thorre" en verder had men het over "de riviere ghenaempt het ghruijt". De familie d'Ursel gaf weinig om deze eigendom. Een Oostkampse inventaris beschreef het kasteel in 1673 als een "ghevallen casteel ofte huys ghenaemt het Gruuthuys, teenemael gheruineert en noch in ruyne ligghende". In oktober 1683 plunderden Spaanse soldaten het kasteel. Eind van de zeventiende eeuw liet François d’Ursel (overleden 1696) een groot deel van het middeleeuwse kasteel slopen en hield hij wat overbleef als buitenverblijf.

### 18de eeuw
In 1716 verkreeg de familie d'Ursel de hertogelijke waardigheid. De d'Ursels betoonden nog steeds maar weinig belangstelling voor het Oostkampse domein en woonden in hoofdzaak op hun kasteel in Hingene (bij Antwerpen) en in hun hôtel aan de Houtmarkt in Brussel. Oostkamp werd enkel gebruikt als buitenverblijf tijdens het jachtseizoen. Het kasteel en de aangrenzende percelen werden verhuurd.
Op een kaart van de heerlijkheid Oostkamp van 1703 staat de kasteelsite afgebeeld, bestaande uit een poortgebouw dat geflankeerd wordt door torentjes en een kasteel met minstens één grote toren. Identieke configuratie op andere 18de-eeuwse kaarten. Een kaart van 1766, toegevoegd bij de ommeloper van Oostkamp van 1661-1662, duidde het kasteel aan als "'t gruijthuijs". Zelfde configuratie op de Kabinetskaart van de Oostenrijkse Nederlanden, opgenomen op initiatief van Graaf de Ferraris (1770-1778).

### 19de eeuw
Een beschrijving van het domein van hertog Charles-Joseph d’Ursel (1777-1860) in 1809 maakte duidelijk dat het domein een oppervlakte van 568 hectare had. Kort voordien had men 65 hectare verkocht.
Het eerste kadasterplan (circa 1835) toont een kasteelsite met een driehoekig grondplan, omringd door een gracht die tot tegen de Rivierbeek liep. Een tweede gracht sneed de driehoek doormidden en scheidde het opperhof met het kasteel van het neerhof met de nutsgebouwen en de toegangspoort. Identieke configuratie op de Atlas der Buurtwegen (circa 1843) en de Atlas van Vandermaelen (1846-1854). Op de oudste foto van de site, daterend van 1860, verschijnt het toenmalige kasteel als samenstel van drie naast elkaar gebouwde volumes: een eerste van twee bouwlagen, een tweede licht achteruitspringend volume van drie bouwlagen en een derde haaks daarop gebouwd, eveneens van drie bouwlagen. In de oksel van de twee laatste staat een ronde traptoren, mogelijk een restant van het middeleeuwse kasteel.
In 1887 liet graaf Charles-Marie d'Ursel (1848-1903) het gebouw afbreken om het te vervangen door een volledig nieuw kasteel. Hij vertrouwde het ontwerp toe aan de provinciale architect René Buyck (1850-1923). De toegangspoort en één kleine ronde toren bleven bestaan. De graaf woonde vanaf 1901 in het Brugse, nadat hij gouverneur van West-Vlaanderen was geworden.
Het kasteel was grotendeels voltooid in 1890 en werd in 1892 in gebruik genomen, samen met de nieuwe paardenstallen en het koetshuis. Het kasteel bestond uit een kelder, twee verdiepingen en een monumentale dakverdieping in leien, met daarin nog eens drie bouwlagen

### 20ste eeuw
In de jaren 1930 liet graaf Louis d'Ursel (1886-1969) een paardenrenbaan ("Hippodrome Gruuthuse") met tribunes bouwen op zijn domein, ten oosten van de Gruuthuselaan. De piste werd in 1935 in gebruik genomen. De piste werd volledig afgebroken rond 1965 om plaats te maken voor bos en weide. Van de tribunes zijn nog enkele betonstructuren, die van de hand waren van de handelaar in bouwmaterialen Germain D’Hoore, bewaard.
Delen van het domein werden onteigend o.m. in de jaren 1950 voor de aanleg van de autosnelweg Brussel-Oostende (E40) en in 1969 voor de aanleg van de Gruuthuselaan. Een brand op 17 augustus 1981 vernielde het imposante dak van het kasteel en vernietigde een aanzienlijk archiefdepot. Nadien werd het dak niet meer hersteld en vervangen door een plat dak.

## Beschrijving van de gebouwen

### Het kasteel
Het huidige "Gruuthusekasteel" werd ontworpen in neo-Vlaamse renaissancestijl op de plaats van het kasteel uit het einde van de 17de eeuw. Bakstenen constructie gecombineerd met kalkzandsteen voor de versiering en arduin voor de plint. Het kasteel is gebouwd op een rechthoekig grondplan en wordt geritmeerd door licht uitspringende risalieten. De gevels zijn verlevendigd door 'witte' hoekkettingen, als banden doorgetrokken lateien, onder- en tussendorpels, geblokte ontlastingsbogen en deuromlijstingen. Aan de voorzijde is het kasteel toegankelijk via een dubbele bordestrap.
Het oorspronkelijke dak telde drie verdiepingen en oogde aldus imposant. Het werd geritmeerd door verschillende, rijk uitgewerkte dakvensters en een dubbele rij dakkapellen in combinatie met enkele slanke schoorstenen en een decoratieve vorstkam. Aan de kant van de vijver was de ingang van drie traveeën, uitgewerkt als risaliet en bekroond met een trapgevel.
De plattegrond wordt inwendig gekenmerkt door een brede, centrale doorgang die het hele gebouw doormidden snijdt. Dit patroon komt voor in de kelder, op de begane grond en op de eerste verdieping. Alle ruimten geven uit op deze gang.

### Bijgebouwen
Het poortgebouw werd herhaaldelijk aangepast. Het bevat een oudere kern, die mogelijk dateert uit de 16de-17de eeuw. De erfzijde van het gebouw werd bijgebouwd in 1890. Het gebouw zelf is een verankerde, bakstenen constructie onder een leien zadeldak, in combinatie met arduin voor de poortomlijsting aan de straatzijde en kalkzandsteen voor de kruisvensters en de aanzetstenen van de poort aan de kasteelzijde.
Het vierkante gebouw telt twee bouwlagen, onder een vrij spits zadeldak tussen twee zijtrapgevels, met aan de voor- en de achterzijde telkens een dakvenster en twee dakkapellen. Aan de kant van het kasteel wordt het poortgebouw sinds circa 1890 geflankeerd door twee ongelijke hoektorens onder een tentdak op polygonaal grondplan. Boven de poort aan de straatkant zit een rondboognis met een Mariabeeld. Aan de kant van het kasteel prijkt een natuurstenen bas-reliëf met het wapenschild van de familie d'Ursel.
De conciërgewoning ligt ten oosten van het poortgebouw en paalt aan de straatzijde aan de muur van het kasteeldomein. In gebruik genomen in 1891, is het huis geïnspireerd op de cottagearchitectuur met invloed van de Anglo-Normandische bouwstijl. Het is een baksteenbouw onder leien zadeldaken, waarbij arduin is aangewend voor de plint, de (drieledige) kruisvensters en de als banden doorgetrokken midden- en onderdorpels.
Het grote koetshuis met -stalling paalt ten westen aan het poortgebouw. Het ontwerp is van René Buyck en dateert eveneens van circa 1892.
Rode baksteenbouw onder leien zadeldaken, gecombineerd met arduin voor de omlijstingen van de muuropeningen, de drieledige vensters, de geblokte ontlastingsbogen en de als banden doorgetrokken lateien. De constructie is opgetrokken uit twee vleugels op een L-vormige plattegrond ter afbakening van een binnenkoer. De linkervleugel werd gebruikt als remise, de rechtervleugel als paardenstal. Binnenin zijn nog de oorspronkelijke paardenboxen bewaard.

### Het domein
Het kasteeldomein bestaat uit bossen (o.m. Warandebos, Grote en Kleine Kwameers), landerijen, dreven en hoevegebouwen (Hoeve "Joyeuse Pensée" Warandestraat nr. 1, Hoeve "Ter Lare" Westdijk nrs. 20-21 en Coupure-hoeve Westdijk nr. 18). Drie monumentale dreefassen, waaronder de voormalige westelijke toegangsdreef of Hogedreef/Kasteeldreef, met rechtstreekse verbinding naar de dorpskern van Oostkamp, zijn nog steeds herkenbaar in het omringende landschap. Het kasteel is gelegen in de ankerplaats "Kastelen Gruuthuyse-Cellen-Erkegem en Kampveld".

### Het park

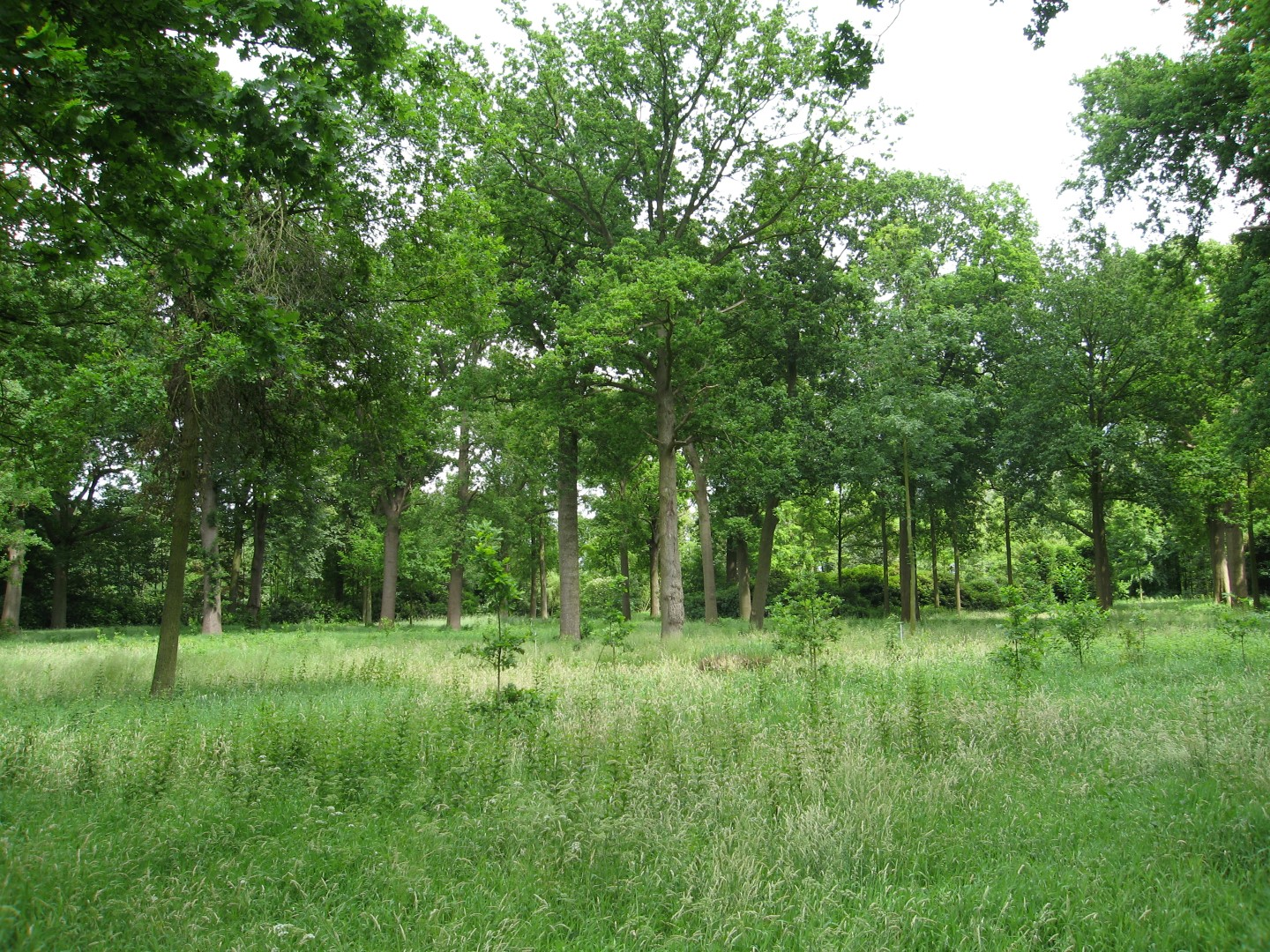
Boomweide met zomereik in het kasteelpark

Het park is thans herkenbaar als een laat-19de-eeuws park in gemengde stijl, deels geometrisch, deels landschappelijk, met verdiepte gazonpartijen of 'boulingrins', een spiegelvijver met bijzondere watersculptuur of 'tritonne', winterserre, rozenpergola en geschoren elementen, graslanden, solitaire bomen, bomengroepen, boomweide, dreven, lovergang of 'charmille', parkbossen en bijhorende zichtassen. Noordwaarts van de Hogedreef/Kasteeldreef was, in relatie tot de zuidelijk georiënteerde afsluitingsmuur, een boomgaard en moestuin ingeplant. Thans is daar een verlandschappelijkt parkgedeelte ingericht. Moestuin en boomgaard sloten oorspronkelijk aan bij de hovenierswoning Gruuthuselaan nr. 3. Het huidige park ontstond omstreeks 1890 naar ontwerp van de Franse equipe rond de tuinarchitecten Henri (1841-1902) en Achille (1866-1947) Duchêne. Het ontwerp kwam tot stand na familiale contacten tussen het gezin van Gouverneur Charles d’Ursel en Edme Sommier, toenmalig opdrachtgever voor de restauratie van de befaamde Franse baroktuinen van Vaux-le-Vicomte nabij Melun.
Vader en zoon Duchêne ontwierpen voor Gruuthuse een totaal nieuw kasteelpark, waarbij de architecturale compositie vertrok vanuit het pas opgerichte kasteel. Het oorspronkelijke presentatieplan, een in olieverf geschilderde weergave van het parkontwerp, is nog bewaard, maar raakte ernstig beschadigd in de brand van 1981.
Langs de zuidzijde van het kasteel vertrekken vanuit de tuinkamer en het zonneterras meerdere belangrijke zichtassen of 'vistas' in het landschappelijk aangelegd deel van het park, met name over een boomweide op de Rivierbeek, op een zuidoostelijk graslandcomplex (zogenaamde korte vista), op de Sint-Antoniusdreef en op een zuidwestelijk graslandcomplex (zgn. lange vista). Vanaf het inkombordes zijn zichtassen uitgebouwd op de Claer-/Nieuwenhove/ Hertendreef en op een westelijk graslandcomplex met aansluitend sterrenbos. In het centrale knooppunt van dit sterrenbos staat de originele schandpaal van het dorp.
Opmerkelijke parkboomsoorten zijn onder meer reuzenlevensboom, Amerikaanse amberboom, moerascipres, treurbeuk, gewone plataan, zilveresdoorn, zilverlinde, Amerikaanse tulpenboom (groen-gele variëteit), weymouthden, varenbeuk, reuzenzilverspar, haagbeuk (variëteit met ingesneden blad) en zwarte moerbei.

### Schandpaal of pelderijn
Deze 18(?)de-eeuwse gerechtigheidspaal stond oorspronkelijk vóór het schepenhuis van Oostkamp, op de hoek van de Stationsstraat en de Brugsestraat.
Waarschijnlijk is de paal door Charles d'Ursel (1718-1775), vierde hertog van Ursel, opgericht naar aanleiding van het herstel van de heerlijkheid. De Win situeert de oprichtingsdatum na 19 augustus 1716 door de aanwezigheid van de hertogelijke wapenversierselen. In de loop van de 19de eeuw is de paal overgebracht naar zijn huidige standplaats in het kasteelpark.
De schandpaal, circa 3.70 m hoog, is opgetrokken in onbeschilderde, blauwe hardsteen. De octagonale schacht staat op een vierkante sokkel. Ongeveer halverwege de zuil is aan de voorzijde een leeuwenkop aangebracht en op de zijkanten drie stenen uitsteeksels. De leeuwenkop is door vier gaten omringd, die vermoedelijk dienden voor twee verticale stangen die de verstelbaarheid van het halsijzer mogelijk moesten maken. Bovenaan prijkt in gebeeldhouwd reliëf het ovale wapenschild van de familie d'Ursel, opgehouden door twee griffioenen als schildhouders; het geheel is omhangen door een wapenmantel met een hertogelijke kroon erboven.